# Flying the Flag (for You)
Flying the Flag (for You), skriven av Russ Spencer, Morten Schjolin, Andrew Hill och Paul Tarry, är en poplåt som var den melodi som popgruppen Scooch framförde vid Eurovision Song Contest 2007 i Helsingfors. Sången deltog vid den brittiska uttagningen, där den vann.
I Eurovision Song Contest 2007 fick melodin 19 poäng, och slutade på 23:e plats. Den fick 12 poäng från Malta och sju från Republiken Irland.

## Musikvideo
I videon står hela kvartettetn framför ett flygplan, med Spencer som flygkapten. Utklädda till kabinpersonal går de sedan in i flygplanet. I slutet dansar alla framför flaggor till länder som deltog i Eurovision Song Contest 2007 förutom Estland, samt EU-flaggan.

## Låtlistor och format

### CD
1. "Flying The Flag (For You)" [Eurovision Song Contest 2007] (3:04)
2. "Flying The Flag (For You)" [Karaokeversion] (3:04)

### DVD
1. "Flying The Flag (For You)" [Video]
2. "How To" Special Scooch Dance Feature [Video]
3. "Flying The Flag (For You)" [Karaoke Version] [Video]
4. "Flying The Flag (For You)" [Audio]

## Listplaceringar
| Lista (2007)                        | Peak Position |
| ----------------------------------- | ------------- |
| Irland                              | 48            |
| Storbritannien                      | 5             |
| Storbritannien (fysisk singellista) | 1             |
| Storbritannien (nedladdning)        | 17            |